# Louisville (Kansas)
Louisville é uma cidade localizada no estado americano de Kansas, no Condado de Pottawatomie.

## Demografia
Segundo o censo americano de 2000, a sua população era de 209 habitantes.
Em 2006, foi estimada uma população de 208, um decréscimo de 1 (-0.5%).

## Geografia
De acordo com o United States Census Bureau tem uma área de
1,3 km², dos quais 1,3 km² cobertos por terra e 0,0 km² cobertos por água. Louisville localiza-se a aproximadamente 308 m acima do nível do mar.

## Localidades na vizinhança
O diagrama seguinte representa as localidades num raio de 24 km ao redor de Louisville.